# Luiz Gama (Yolando Mallozzi)
Luiz Gama é um monumento de Yolando Mallozzi, localizado no Largo do Arouche. A data de criação é 22 de novembro de 1931. A obra foi produzida com granito, bronze e concreto e retrata Luiz Gama.
Trata-se do primeiro monumento público na cidade de São Paulo a prestar homenagem a um líder negro. A construção da peça em homenagem a Gama foi iniciativa de Progresso, um veículo da imprensa negra paulistana, que organizou uma comissão para organizar e arrecadar recursos para a obra. A data inicial da inauguração seria 21 de junho de 1930, no centenário do nascimento do homenageado. A inauguração da obra foi seguidamente adiada, muitas vezes por conta de empecilhos criados pela Prefeitura de São Paulo, até ser inaugurada em fim de 1931, com dezessete meses de atrasos.

## Galeria

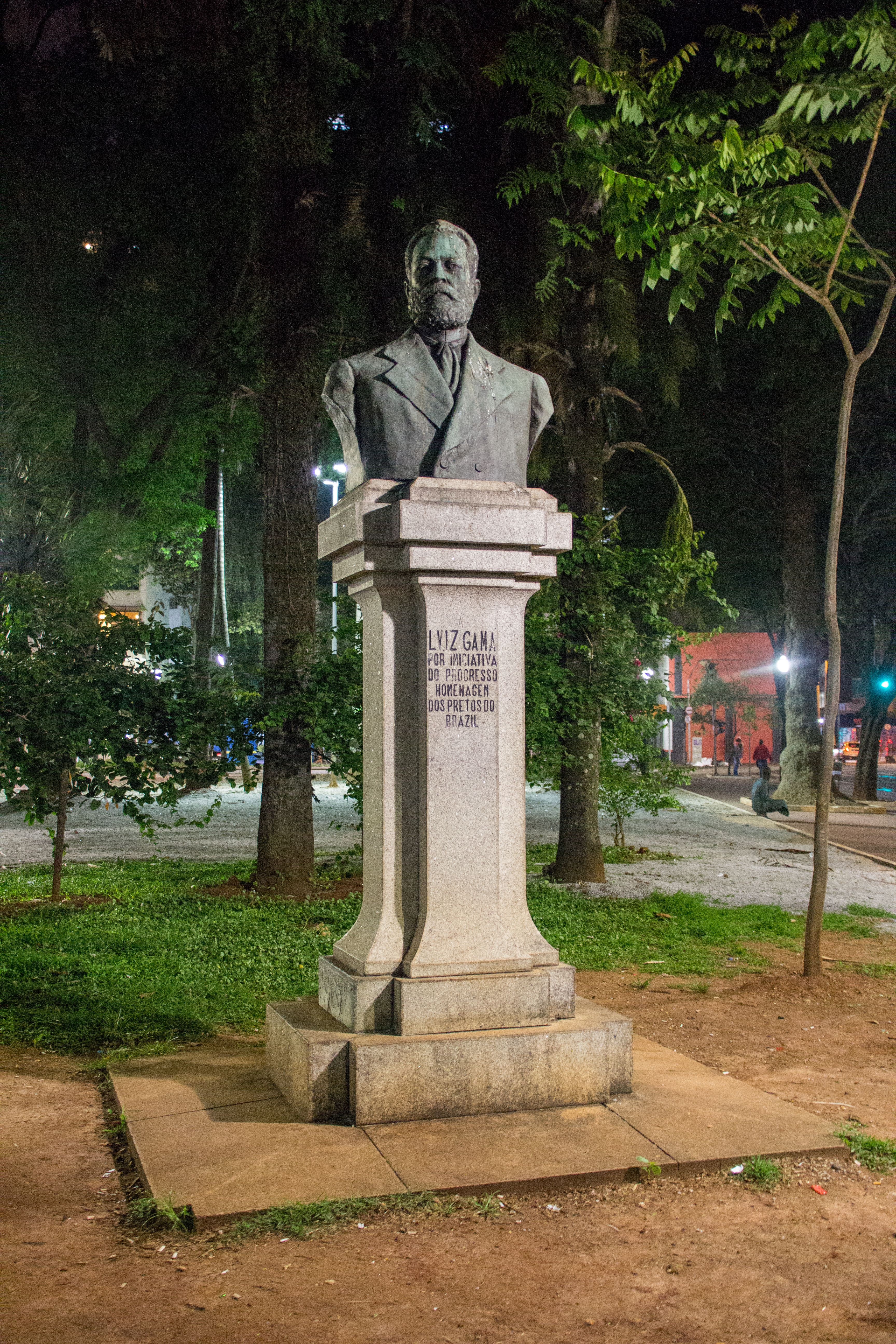
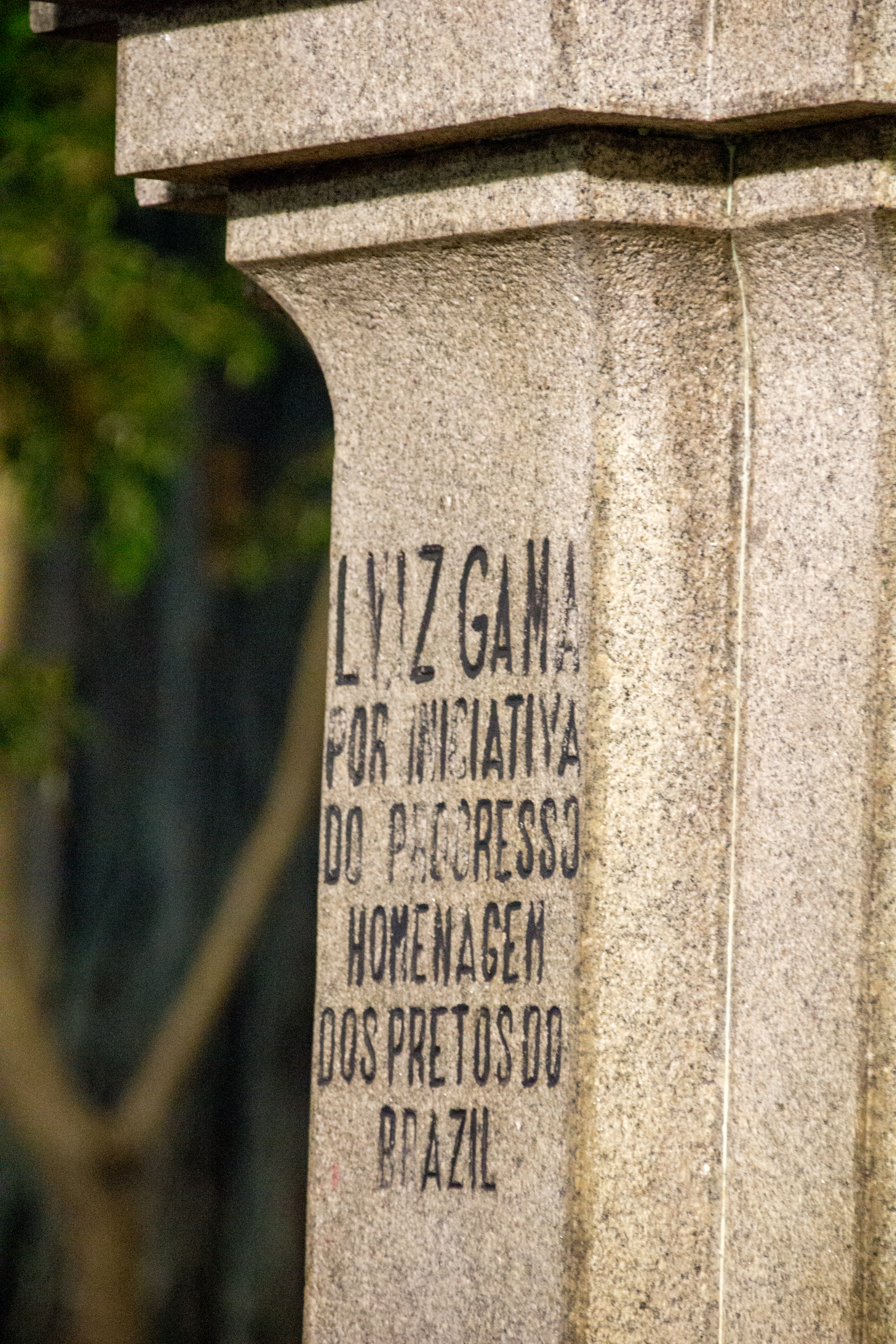

## Descrição
Descreveu-se a obra como:
| “ | A herma de Luiz Gama constitui-se, segundo pena do próprio escultor, de um busto do homenageado em atitude de tribuno, colocado sobre um pedestal de granito executado em caráter moderno. O bronze é imponente, medindo 1,10 metro e apresentando um retrato do abolicionista em postura solene, lançando o olhar ao horizonte. Gama é retratado vestindo uma pesada casaca transpassada, elegantemente adornada por uma gravata em laço que lhe envolve o pescoço. A barba e o cabelo aparecem cuidadosamente aparados, crescidos apenas o suficiente para que se perceba a natureza lanosa de sua textura, ricamente trabalhada pelo cinzel do artista. Seus traços são finamente tratados, à maneira da escola verista italiana, de forma a evidenciar o apuro técnico do escultor, mas não dar margem a muito mais do que isso. A busca da semelhança com o retratado regia a prática escultórica nesse período e era tudo o mais que se esperava do autor de uma herma. Uma peça bastante significativa, porém, na sua aparente simplicidade. | ” |